# Leah Gottlieb

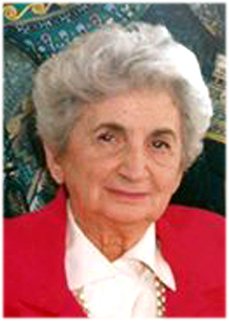
Leah Gottlieb

Leah Gottlieb (Sajószentpéter,17 de setembro de 1918 - Tel Aviv, 17 de novembro de 2012) foi uma empresária e designer de moda de Israel, nascida na Hungria veio a Israel após a Segunda Guerra Mundial, fundou e dirigiu a marca de moda Gottex.

## Início de vida
Nascida Leah Lenke Roth, em Sajószentpéter, Hungria; antes da Segunda Guerra Mundial, ela pensou em estudar química, mas durante a ocupação da Alemanha em território húngaro, seu marido Armin foi transferido para um campo de trabalho. A jovem Gottlieb passou muito tempo indo de um esconderijo para outro com suas filhas Miriam e Judith.

## Carreira
Gottlieb e sua família sobreviveram à guerra. Depois da libertação, ela e o marido abriram uma fábrica de casacos de chuva. Em 1949 mudaram-se para a cidade de Haifa, em Israel, onde chegaram "sem dinheiro nem nada, sem um lugar para morar. " Com empréstimos da família e de amigos, o casal abriu uma segunda fábrica de casacos de chuva perto de Tel Aviv, mas o negócio não era o que esperavam, uma vez que o tempo estava sempre ensolarado. Para o ano de 1956 eles mudaram a linha e estabeleceram a marca Gottex, uma empresa dedicada à elaboração de maiôs de alta qualidade. Com o tempo eles se tornaram líderes de exportação enviando para cerca de 80 países, o nome da empresa é a combinação do nome e da palavra Gottlieb textiles. Liderando o negócio como um designer, a empresa cresceu e ampliou seu catálogo, incluindo maiôs e outros elementos complementares, como tops, túnicas, saias e outros acessórios. A coleção apresenta padrões dramáticos inspirados em flores e elementos da natureza.
Para o ano de 1984, Gottlieb e seus negócios tinham vendas de 40 milhões de dólares. Em 1991, metade dos lucros de 60 milhões de dólares estavam nos Estados Unidos, era a empresa líder em exportações para os Estados Unidos e tinha quase dois terços do mercado de trajes de banho de Israel. Entre as celebridades que usaram a marca incluem-se a princesa Diana de Gales, a rainha Sofia de Espanha, a atriz Elizabeth Taylor e Nancy Kissinger. Lev Leviev, proprietário do grupo África-Israel, comprou a Gottex em 1997 e Gottlieb deixou seu cargo de designer e diretor um ano depois. Após deixar sua primeira empresa, com a idade de 85 fundou uma nova linha de roupas de banho, Gottlieb morreu em Tel Aviv em 17 de novembro de 2012 com a idade de 94 anos.